# Nannoniscus oblongus
Nannoniscus oblongus is een pissebed uit de familie Nannoniscidae. De wetenschappelijke naam van de soort is voor het eerst geldig gepubliceerd in 1870 door G.O. Sars.